# Paik Gahuim

Paik Gahuim  es un escritor surcoreano.

## Biografía
Paik Gahuim nació el 26 de julio de 1974 en Iksan, provincia de Jeolla del Sur, Corea del Sur. Debutó en 2001 con el relato corto "El lenguado", que ganó el concurso literario de primavera del periódico Seoul Shinmun.

## Obra
Las obras de Paik a menudo hacen sentir incómodos a los lectores. En el caso de su relato de debut, comienza con una detallada descripción de cómo se corta en filetes un lenguado y luego pasa a la descripción del narrador teniendo sexo con una chica de un bar de alterne a la vez que se imagina dentro del útero de su madre. En "Cuando se marchitan las flores del peral", se describe el abuso de niños y minusválidos. En "Bienvenido, bebé", un niño pequeño mira a una pareja de mediana edad tener sexo desde el armario de una habitación de motel, alguien abandona a un niño sin ojos ni oídos y un hombre intenta colgarse de un ventilador. En "Se viene el tifón", una madre que es golpeada por su propio hijo planea acabar con la vida de ambos; y en "Los zapatos" habla sobre un padre que mata a toda su familia y después se suicida. Aunque estas despiadadas historias incomodan al lector, no son inverosímiles, puesto que las noticias, la televisión e internet están llenos de historias como estas.
Los personajes de Paik suelen ser seres abandonados y marginados, personas que se encuentran en la escala social y económica más baja: prostitutas, obreros sin residencia fija, marineros que huyen de la ley, minusválidos físicos y mentales, viejos vagabundos que viven en edificios que van a ser demolidos y mujeres maltratadas físicamente. Un gran número de estos personajes sufren desórdenes en el habla o no tienen la capacidad mental suficiente para reconocer la gravedad de la situación; y los pocos que se dan cuenta de sus circunstancias no tiene la educación suficiente para expresarse.

## Obras en coreano (Parcial)
Recopilaciones de relatos
- Se viene el tifón (2005)
- La maleta del asistente de gerencia Cho (2007)
- La pista es cuñado (2011)

Novelas
- Naftalina (2012)
- Incienso (2013)